# Benaya Alerini
Benaya Alerini (27 aprile 2000) è un giocatore di football americano svizzero che gioca nel ruolo di quarterback per i Geneva Seahawks.